# Glaslyn (sjö i Storbritannien)
Glaslyn är en sjö i Storbritannien. Den ligger i kommunen Gwynedd och riksdelen Wales, i den södra delen av landet. Glaslyn ligger 601 meter över havet. Trakten runt Glaslyn består i huvudsak av gräsmarker.